# Kepler-33 b
Kepler-33 b (KOI-707 b, KOI-707.05, GSC 03542-01616 b, 2MASS J19161861+4600187 b, KIC 9458613 b) — одна из пяти экзопланет у звезды Kepler-33 в созвездии Лебедя. Экзопланета принадлежит к классу cуперземель.
Существование данной экзопланеты было предсказано в 2011 году и подтверждено в 2012 году.

## Родная звезда
Звезда Kepler-33, также известна как GSC 03542-01616, относится к звездам спектрального класса G1IV. Звезда находится в 4279 световых лет от Земли в созвездии Лебедь. Вокруг звезды обращаются, как минимум, пять планет.
Kepler-33 представляет собой звезду 13,9 видимой звёздной величины, по размерам и массе превосходящую наше Солнце. Её масса и радиус равны 1,2 и 1,8 солнечных соответственно. Температура поверхности составляет приблизительно 5904 кельвинов. Возраст звезды оценивается приблизительно в 4,27 миллиарда лет.

## Статьи
- Jack J. Lissauer. Almost All of Kepler's Multiple Planet Candidates are Planets (англ.). — 2012. — arXiv:1201.5424v1.
- William J. Borucki. Characteristics of planetary candidates observed by Kepler, II: Analysis of the first four months of data (англ.). — 2011. — arXiv:1102.0541v2.
- Stephen R. Kane, Dawn M. Gelino. Decoupling Phase Variations in Multi-Planet Systems (англ.) // The Astrophysical Journal. — IOP Publishing, 2012. — arXiv:1211.6747v1.

## Каталоги
- Kepler-33 b (англ.). exoplanets.org. Архивировано 10 июля 2013 года.
- Kepler-33 (англ.). Open Exoplanet Catalogue. Архивировано из оригинала 10 июля 2013 года.
- Kepler-33 b (англ.). Ames Research Center. Архивировано 10 июля 2013 года.
- Kepler-33 b (англ.). NASA Exoplanet Archive. Архивировано 10 июля 2013 года.
- Kepler-33 b (англ.). SIMBAD. Архивировано 10 июля 2013 года.